# 賴文星
賴文星，又名賴忠，綽號「盲忠」，人稱「歪嘴皇帝」，廣東東莞人，香港三合會組織「和合圖」創始人。

## 生平
賴忠自小隨母練武，最擅長「倀雞腳」，他在香港曰字樓孤子院(現拔萃男書院)讀書時叫賴文星。由於賴忠雙眼常合成一線，有如盲人一樣，所以綽號「盲忠」。香港開埠初期有26個三合會堂口，但由於勢力分散，不成氣候，其中十二個堂口首領共同選出賴忠為他們的「大龍頭」。由於新組成的三合會由多個幫會組成, 故取名「和合圖」，有‘和平聯合，大展鴻圖’之意。亦因為‘和’字，「口」在右邊，人稱‘歪嘴’，所以賴忠被稱呼為「歪嘴皇帝」。